# Ковила українська
Ковила́ украї́нська (Stipa ucrainica) — багаторічна рослина родини тонконогових, один з найтиповіших злаків українських степів. Ендемік Північного Причорномор'я, занесений до Червоної книги України. Формація ковили української занесена до Зеленої книги України. Протиерозійна, кормова, декоративна рослина.

## Опис
Трав'яниста рослина, яка утворює щільні дернини завширшки 7-9 см, гемікриптофіт. Стебла 30—70 см заввишки, численні, голі. Листки щетиноподібні, згорнуті (0,3—0,5 мм у діаметрі), на верхівці тонко загострені, зовні гострошорсткі від густо розміщених горбочків і щетинок, всередині — коротко-густо запушені.
Суцвіття — вузька, стиснута волоть, що складається з 4—7 одноквіткових колосків. Квіткки непоказні, двостатеві, з оцвітиною, складеною з лусок. Нижня квіткова луска зберігається при достиганні плодів, вона 16—20 мм завдовжки, з довгим, двічі колінчастозігнутим остюком, внизу скрученим, зверху білопірчастим. Крайова смужка волосків на ньому на 2—6 мм не доходить до основи. Загальна довжина остюка сягає 30—40 см. Плід — вузька зернівка з волосками.

## Екологія
Помірно морозостійка, світлолюбна та посухостійка рослина. Типовими біоценозами цього виду є степи, що формуються на південних чорноземах і каштанових ґрунтах, тут він утворює специфічну формацію. У смузі сухих типчаково-ковилових степів виступає як едифікатор степових травостоїв. У спустелених степах трапляється лише на ділянках з дещо підвищеною вологістю, наприклад, у пониженнях рельєфу, на північних схилах балок. Рослина світлолюбна, жаро- та посухостійка, віддає перевагу ґрунтам з достатнім вмістом карбонатів.
Розмножується насінням. Цвітіння відбувається у квітні-червні і триває близько 2 тижнів. Плодоносить у травні — липні. Як запилення, так і розповсюдження плодів відбувається за допомогою вітру.

## Поширення
Понтичний ендемік; зростає в Північному Причорномор'ї, Приазов'ї, на Донбасі, Середньоруській височині, в Передкавказзі, у пониззях Дону та Волги, на заході Казахстану, причому на сході ареалу стає рідкісним. У прикаспійських степах відсутній. Країни зростання: Казахстан, Росія, Україна (вкл. Крим), Молдова, Румунія, Болгарія.
В Україні поширений на Причорноморській та Приазовській низинах, у північній частині Криму. В межах Донецької, Луганської, Одеської, Миколаївської, Херсонської, Запорізької областей, Криму популяції представлені окремими локалітетами, що займають іноді значні площі (сотні гектарів). Повноцінні популяції поза заповідною територією трапляються нечасто. Ареал неухильно скорочується.

## Природоохоронний статус

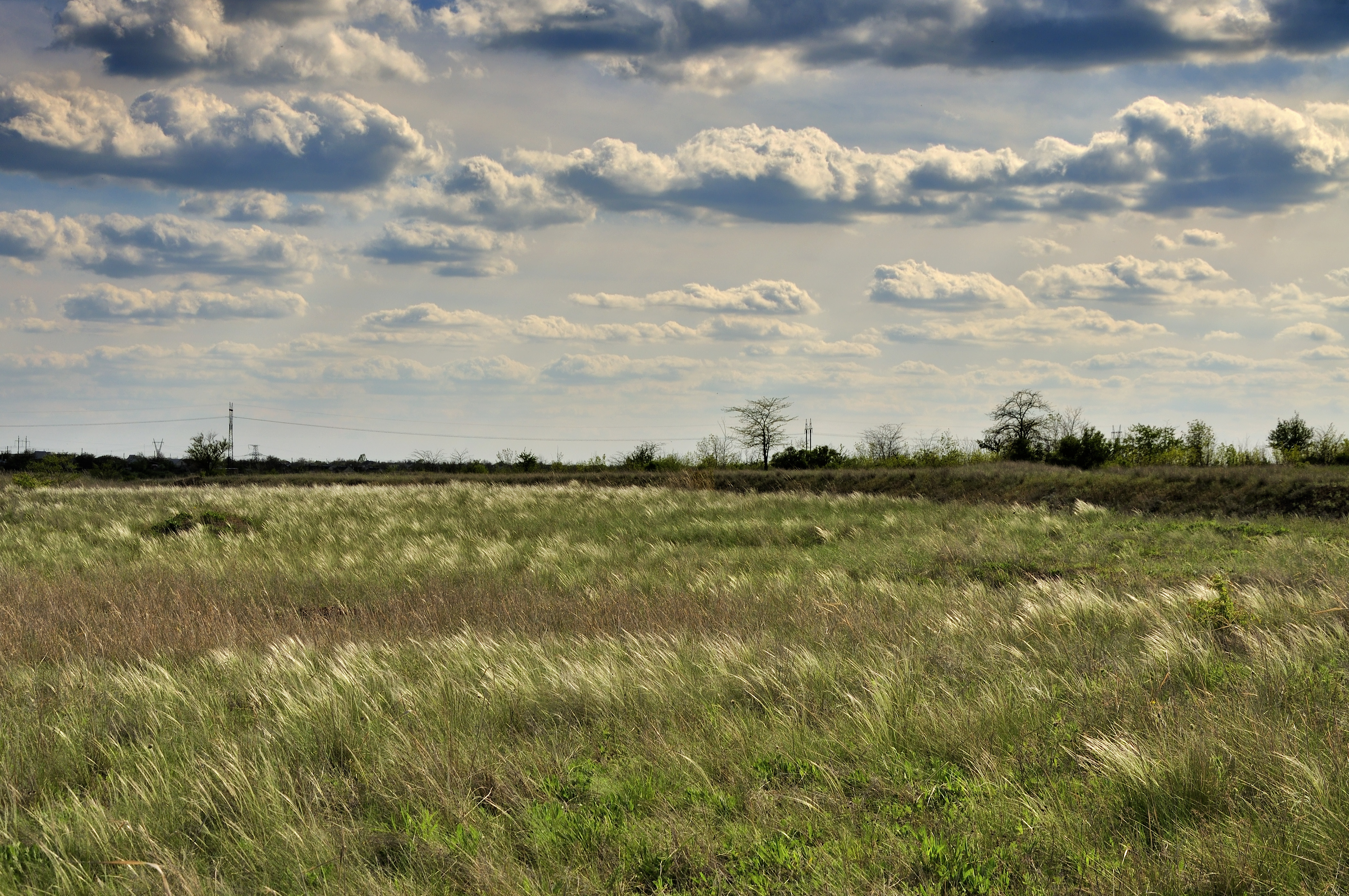
Цілинний степ. Херсонська область

Вид занесено до Червоної книги України (охоронна категорія: неоцінений). Основною причиною зміни чисельності є збіг ареалу з регіонами найвищої сільськогосподарського освоєння території (розораність понад 80 %), внаслідок чого природні місцезростання його трапляються рідко. До того ж рослина є дуже чутливою до антропогенних навантажень і першою зникає на пасовищах та останньою появляється на старих перелогах. На чисельність популяцій негативно впливають ушкодження дернин внаслідок господарської діяльності, надмірне випасання худоби, збирання рослин для букетів.
Формація ковили української (Stipeta ucrainicae) занесена до Зеленої книги України. Категорія охорони: 2 (рідкісний тип асоційованості типового понтичного виду; домінант (ковила українська та співдомінанти (ковила волосиста і ковила Лессінга) занесені до Червоної книги України; угруповання виступає едифікатором південних (сухих) степів і основна частина його ареалу перебуває в Україні). Статус угруповання: перебувають під загрозою зникнення (характеризуються різким скороченням ареалу і можуть зникнути, якщо продовжиться дія антропогенних чинників, що негативно впливають на їх стан).
В Україні угруповання поширені в смузі валіськокострицево-ковилових і почасти південних окраїнах смуги різнотравно-валіськокострицево-ковилових степів (Причорноморська низовина, рівнинна частина Криму, Донецький кряж, південні відроги Середньоруської височини). Зустрічаються у складі справжніх злакових — валіськокострицево-ковилових та різнотравно-валіськокострицево-ковилові — степів, які збереглись на плато і пологих схилах з добре розвиненими південними чорноземами і каштановими ґрунтами, що формуються на карбонатних (вапняки, крейда) породах.
В Україні вид та його угруповання охороняються в заповідниках «Асканія-Нова», Українському степовому (філії «Хомутовський степ», «Кам'яні Могили»), Луганському (філія «Провальський степ» і «Стрільцівський степ»), Приазовському і Азово-Сиваському національних природних парках. Вирощується в Донецькому ботанічному саду.
За межами України охороняється лише в Росії, де занесена до Червоних книг Ростовської області, Республіки Калмикія, Ставропольського краю.

## Практичне значення

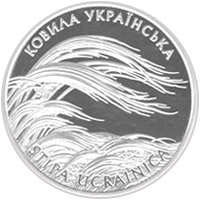
Монета НБУ із зображенням ковили української

Як щільнодернинний злак ковила українська здатна закріплювати ґрунти, запобігати їх розмиванню і вітровій ерозії. В місцях з високою чисельністю ця рослина слугує додатковим джерелом корму для худоби. Крім того, суцвіття ковили придатні для аранжування сухих букетів. Як додатковий засіб охорони цей вид варто вирощувати штучно. У культурі ковила українська стійка, дає самосів, при цьому 10 % молодих рослин квітнуть вже на другому році життя, а решта — на третьому.
У 2010 році Національним банком України випущені пам'ятні монети номіналом 2 і 10 гривень, на реверсах яких міститься зображення ковили української та її назва латинською й українською мовами.

## Систематика
Як самостійний вид розглядається в першу чергу вітчизняними вченими. За альтернативною версією ковила українська — це синонімічна назва ковили Залеського. Жодних форм і підвидів в межах цього таксона не описано.